# Maresches
Maresches ist eine französische Gemeinde mit 806 Einwohnern (Stand: 1. Januar 2022) im Département Nord in der Region Hauts-de-France. Sie gehört zum Kanton Avesnes-sur-Helpe im Arrondissement Avesnes-sur-Helpe.

## Geografie
Die Gemeinde Maresches liegt an der Rhonelle im Regionalen Naturpark Avesnois, sieben Kilometer südöstlich von Valenciennes. Sie grenzt im Norden an Préseau, im Osten an Villers-Pol, im Süden an Sepmeries und im Westen an Artres.

## Bevölkerungsentwicklung
| Jahr                              | 1962 | 1968 | 1975 | 1982 | 1990 | 1999 | 2010 | 2020 |
| Einwohner                         | 866  | 816  | 831  | 881  | 940  | 939  | 895  | 808  |
| Quellen: Cassini, EHESS und INSEE |      |      |      |      |      |      |      |      |

## Sehenswürdigkeiten
- Kirche Saint-Pierre-Saint-Paul aus dem Jahr 1794
- Calvaire-Kapelle aus dem Jahr 1876
- ehemalige Wassermühle, entstand um das Jahr 1900

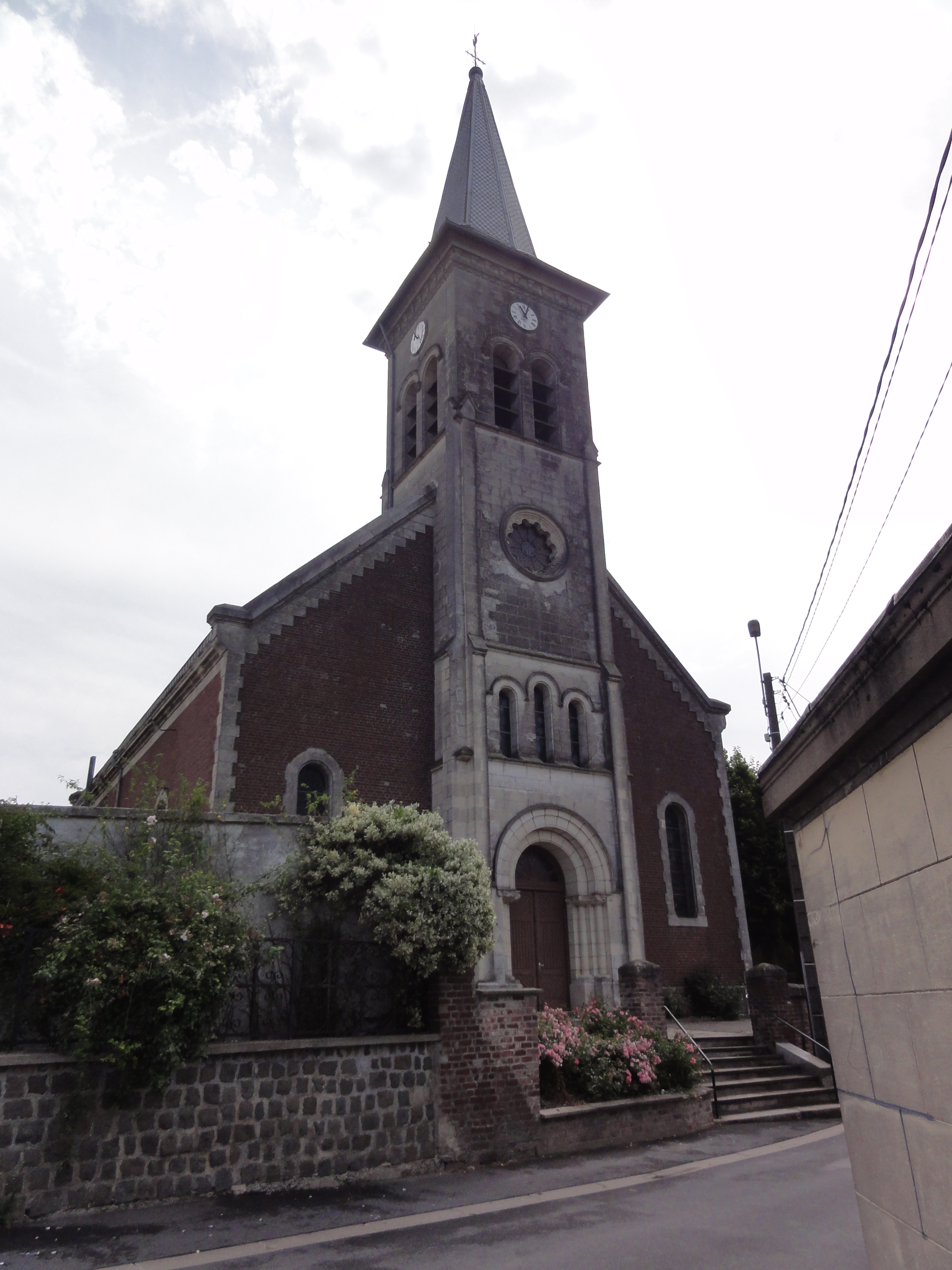
Kirche Saint-Pierre-Saint-Paul
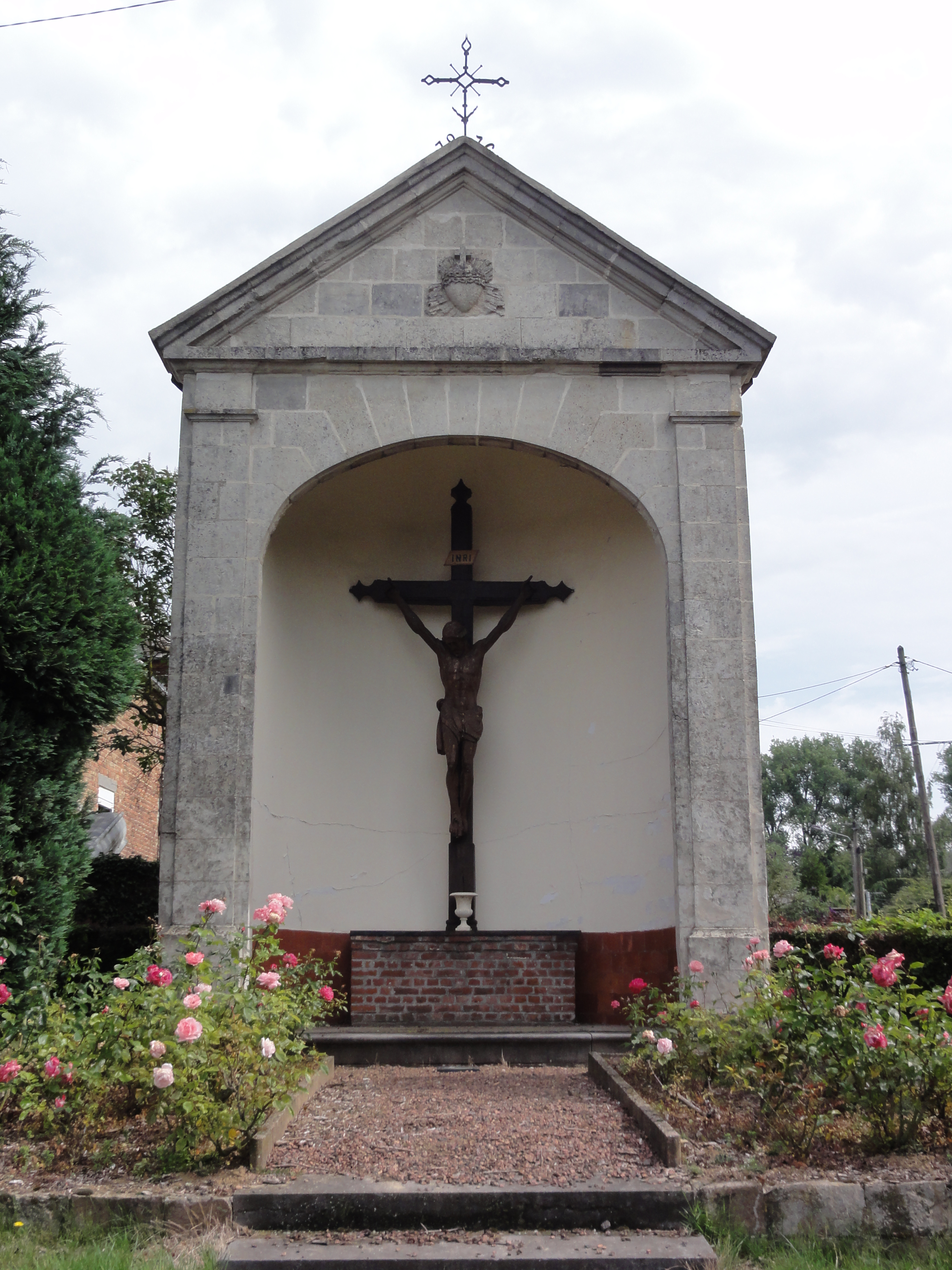
Kalvarienkapelle
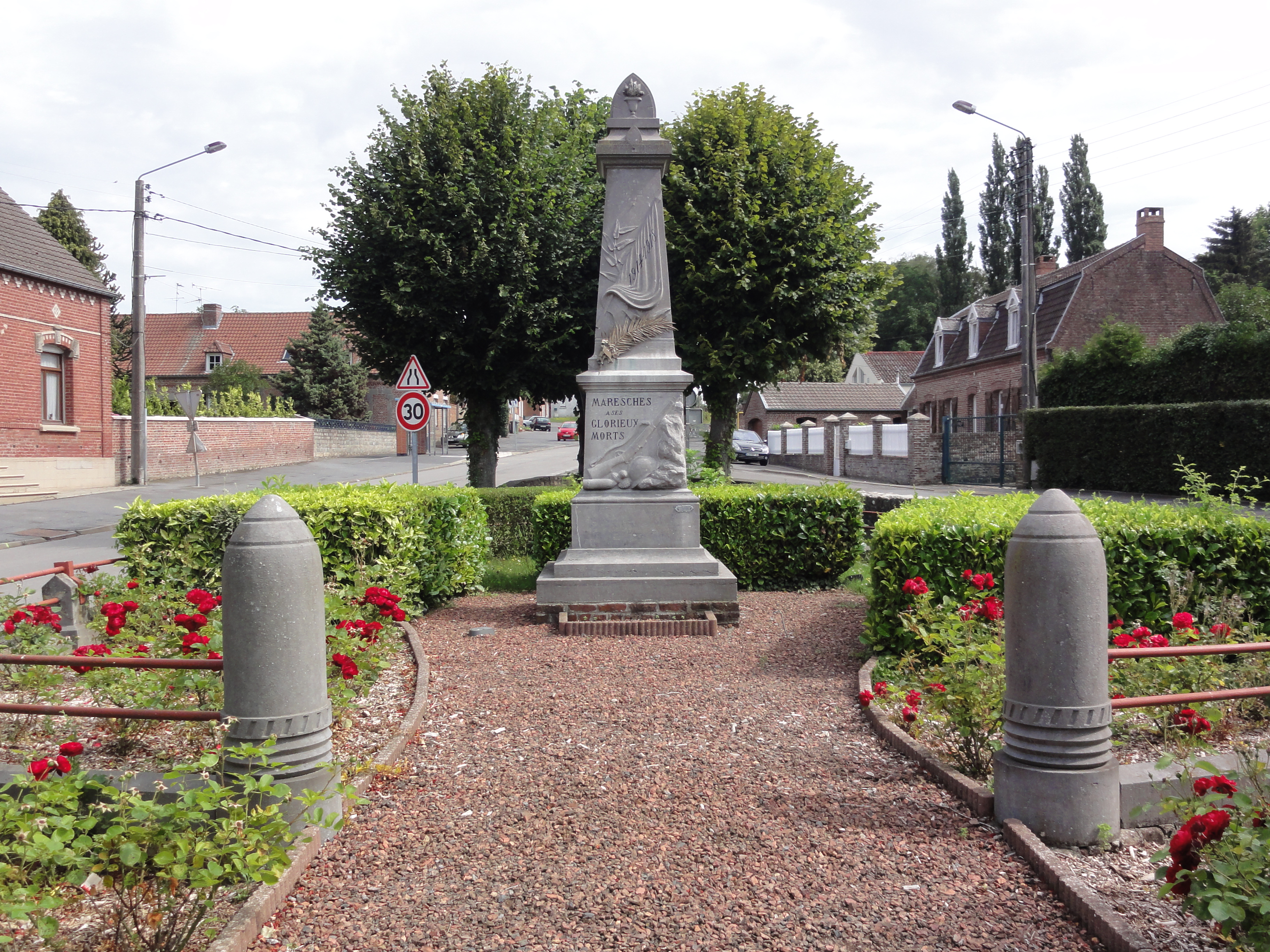
Gefallenendenkmal